# Georges II de Poméranie
Georges II de Poméranie (né le 30 janvier 1582 à Barth - †  27 mars 1617 à Bukowo Morskie dans le gmina de Darłowo près de Rügenwalde il est un duc titulaire de Poméranie qui administre conjointement avec son frère Bogusław XIV de 1606 à sa mort la région de Rügenwalde dans le duché de Poméranie.

## Biographie
Georges II de Poméranie est un membre de la dernière génération des ducs souverains de Poméranie. Né en 
1582, il est le 4e survivant des six fils du duc Bogusław XIII de Poméranie et de son épouse Claire de Brunswick. À la mort de leur père Georges et ses frères s'accordent sur la division de l'héritage paternel. Le partage en date du 1er octobre 1606 attribue au fils aîné, Philippe II de Poméranie le duché de Stettin
, le puiné François est déjà détenteur de l'évêché protestant de Cammin depuis 1602. Georges II et son frère précédent dans la fratrie, Bogislaw XIV obtiennent conjointement l'administration de Rügenwalde. Seul le benjamin des frères Ulrich ne bénéficie que d'une pension annuelle. A Rügenwalde, Georges II se préoccupe quasi exclusivement de chasses et ne prend aucune part aux affaires de l'état il perd l'œil en utilisant une arme à feu. Georges II demeure célibataire et meurt en 1617 à Bukowo Morskie près de Rügenwalde et  il est inhumé dans la nécropole familiale du château de  Szczecin.